# 삼성 갤럭시 퀀텀 5
삼성 갤럭시 퀀텀5(영어: Samsung Galaxy A55 5G)는 삼성전자가 갤럭시 A 시리즈의 일부로 개발하고 제조한 보급형 안드로이드 기반 스마트폰이다. 이 장치는 2024년 3월에 발표되었다. 삼성 갤럭시 A55 5G는 국내에서 "삼성 갤럭시 퀀텀 5"로 8월 28일에 출시되었다.